# Beti (Sprache)
Beti ist eine Bantusprache und wird von circa 2 Millionen Menschen gesprochen.
Sie wird von ca. 10 % der Bevölkerung Kameruns gesprochen und ist eine Verkehrssprache. Sie ist in den Regionen Centre, Sud und den Départements Lom-et-Djérem und Haut-Nyong in der Region Est verbreitet.
Beti wird in der lateinischen Schrift geschrieben.

## Klassifikation
Beti ist eine Nordwest-Bantusprache und gehört zur Yaunde-Fang-Gruppe, die als Guthrie-Zone A70 klassifiziert wird.